# Zen 2
Zen 2 je architektura mikroprocesorů AMD rodiny x86-64, nástupce architektur Zen a Zen+. Na této architektuře je založena třetí generace procesorů Ryzen včetně modelů s 3D grafikou. Vyrábí se 7nm MOSFET technologií ve firmě TSMC a první procesory s touto technologií byly vydány 7. července 2019. Pro svůj vysoký výkon pohání tyto procesory například konzoli Steam Deck, PlayStation 5 nebo Xbox Series X a Series S.